# Airaldo de Maurienne
Airaldo de Maurienne o Ayraldo de Maurienne (f. 1165) fue un monje, obispo francés, que es venerado como santo por la Iglesia. 

## Hagiografía
Airaldo era hijo de Guillermo II de Borgoña. Fue un monje cartujo de Portes, diócesis de Belley, Francia. Primero de su casa, obispo de Maurienne en la Saboya desde 1132 a 1156, una posición que fue ordenada a que aceptara. 
El 8 de enero de 1863 fue canonizado por el Papa Pío IX